# Cesarismo

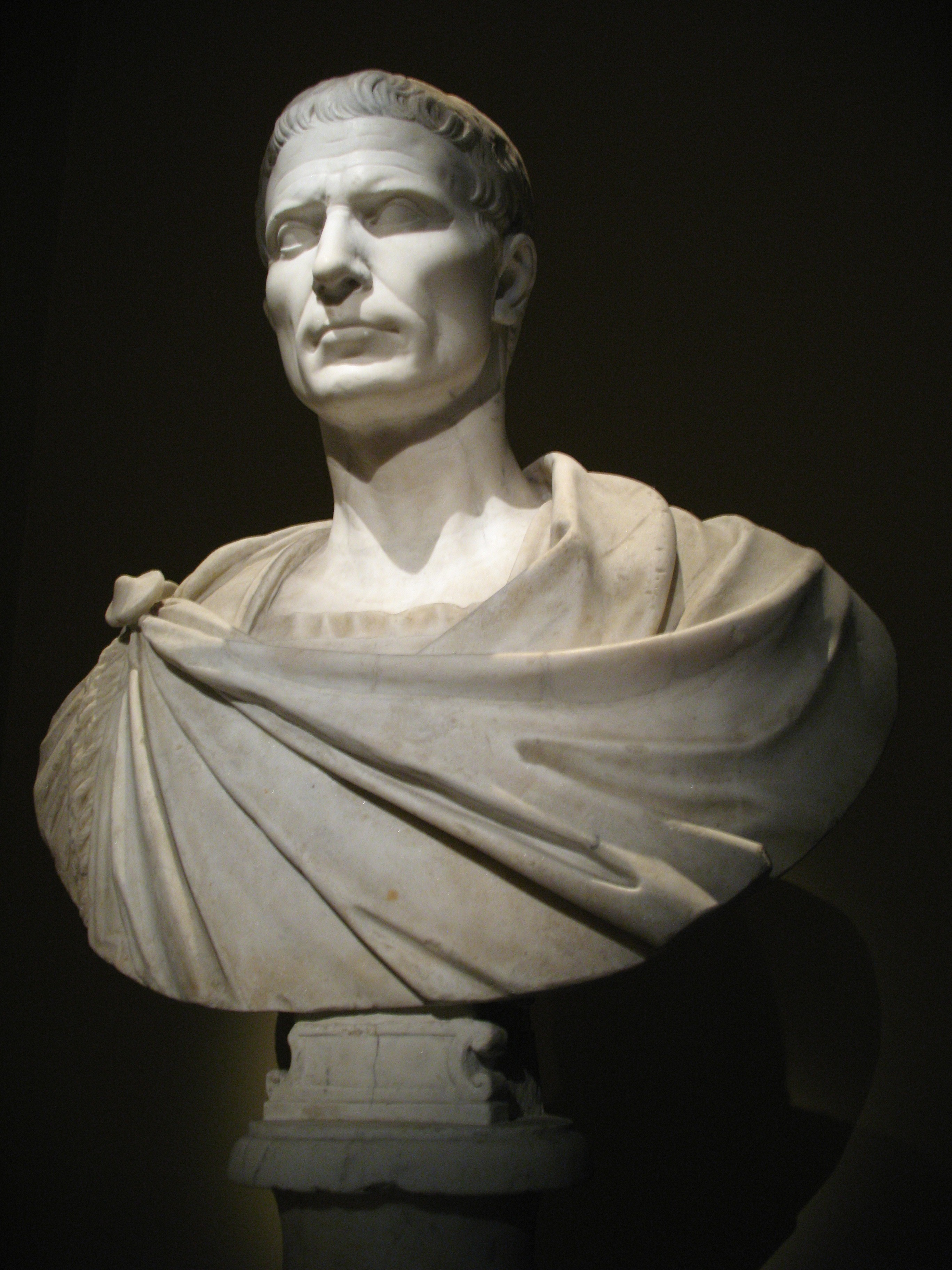
O governo de Júlio Cesar na Antiga Roma, caracterizado pela canonização de sua liderança pessoal, deu origem à palavra cesarismo.

Cesarismo (de Júlio César) é um conceito utilizado por diversos autores para definir um sistema de governo centrado na autoridade suprema de um chefe militar e na crença em sua  capacidade pessoal, à qual são atribuídos traços heroicos. Este líder, surgido em momentos de inflexão política, se apresenta como a alternativa para regenerar a sociedade ou conjurar hipotéticos perigos internos e externos. Por isso,  este tipo de governo costuma apresentar  elementos de culto da personalidade.
Habitualmente se considera que seus expoentes clássicos são Júlio César, Oliver Cromwell, Napoleão Bonaparte, Napoleão III  e Otto von Bismarck. Trotsky classificou o stalinismo de seu desafeto político Josef Stalin como um tipo de cesarismo.. Já Antônio Gramsci classificou Benito Mussolini como outro líder que se classifica dentro deste conceito. 
O cesarismo também se caracteriza pela adoção de soluções militares para os problemas políticos, recorrendo à guerra ou à imposição da vontade sobre os adversários.
A palavra bonapartismo é frequentemente utilizada  como sinônimo de cesarismo, embora alguns autores estabeleçam diferenças conceituais, restringindo sua aplicação à ideologia própria do governo de Napoleão Bonaparte. Antônio Gramsci, por exemplo, considera o bonapartismo como a manifestação burguesa do cesarismo. 
Segundo o historiador francês Christian-Georges Schwentzel, no século XXI o russo Vladimir Putin, o estadunidense Donald Trump e o turco Recep Tayyip Erdoğan adotaram parcialmente este modelo cesarista adaptando-o e respondendo ao mesmo tempo a um desejo de autoridade e grandeza para seus respectivos povos..